# Podněsterská republiková banka

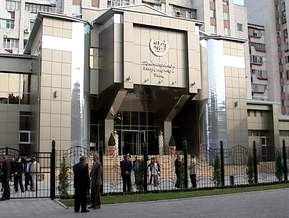
Budova Podněsterské republikové banky v Tiraspolu

Podněsterská republiková banka (moldavsky: Банка Республиканэ Нистрянэ/Banca Republicană Nistreană, rusky Приднестровский республиканский банк, ukrajinsky Придністровський Республіканський Банк) je centrální banka mezinárodně neuznané Podněsterské moldavské republiky (PMR). Vznikla 22. prosince 1992, kdy Nejvyšší sovět PMR přijal Zákon o státní bance. Emisní ústav od roku 1994 vydává podněsterské rubly. Podněsterská republiková banka sídlí v hlavním městě PMR Tiraspolu.